# Dobrá (Trebišov)
Dobrá es un municipio del distrito de Trebišov en la región de Košice, Eslovaquia, con una población estimada a final del año 2024 de 505 habitantes.
Se encuentra ubicado al este de la región, en la cuenca hidrográfica del río Ondava (afluente del río Bodrog que, a su vez, lo es del Tisza), y cerca de la frontera con la región de Prešov y Hungría.

## Demografía
| Año        | 1994 | 2004     | 2014     | 2024    |
| ---------- | ---- | -------- | -------- | ------- |
| Población  | 353  | 414      | 487      | 505     |
| Diferencia |      | +17,28 % | +17,63 % | +3,69 % |

| Año        | 2023 | 2024    |
| ---------- | ---- | ------- |
| Población  | 507  | 505     |
| Diferencia |      | −0,39 % |